# Dactyloscopus poeyi
Dactyloscopus poeyi is een straalvinnige vissensoort uit de familie van zandsterrenkijkers (Dactyloscopidae). De wetenschappelijke naam van de soort is voor het eerst geldig gepubliceerd in 1861 door Gill.